# Kolorist (Musik)
Als Koloristen werden eine Gruppe von deutschen Orgel-Komponisten des 16. Jahrhunderts bezeichnet, deren Kompositionsweise sich durch „koloristisches“ Umspielen des Cantus firmus bzw. später von Akkordfolgen, also Verzierungen mit kleinen Noten auszeichnet.
Zu den Koloristen werden u. a. Sebastian Virdung, Arnolt Schlick, Elias Nikolaus Ammerbach, Paul Hofhaimer, Bernhard Schmid sen., Bernhard Schmid jun., Jacob Paix, Conrad Paumann und Johann Woltz gezählt. Die Benennung wurde ex post von dem Musikwissenschaftler August Gottfried Ritter als abfällige Bezeichnung für die Komponisten dieses Stils eingeführt.